# موريس وايس
موريس وايس (بالإنجليزية: Morris Weiss)‏ هو رسام كارتون أمريكي، ولد في 11 أغسطس 1915 في فيلادلفيا في الولايات المتحدة، وتوفي في 18 مايو 2014 في ويست بالم بيتش في الولايات المتحدة.